# Tatiana Merlino
Tatiana Merlino é uma jornalista brasileira. Foi repórter e editora no jornal Brasil de Fato e na revista Caros Amigos; é fundadora da Agência Pública e da Ponte Jornalismo. Foi jornalista da Comissão Nacional da Verdade do Estado de São Paulo. Organizou o Relatório Direitos Humanos no Brasil entre 2010 e 2012.
Sua atuação no jornalismo, normalmente direcionado a temáticas relacionadas a direitos humanos, rendeu-lhe três Prêmios Vladimir Herzog, em 2009, 2010 e 2012. Em entrevista, em 2011, Merlino destacou como referências para seu trabalho: Marcos Faerman, Caco Barcellos, Rodolfo Walsh, Jon Lee Anderson, Gay Talese, John Reed, Robert Fisk e Andrew Jennings. Formou-se em Jornalismo na Faculdade Cásper Líbero.
Em março de 2015 foi homenageada pela Comissão de Anistia por seu trabalho "na defesa dos direitos das mulheres e na reconstrução da memória histórica e esclarecimento da verdade de fatos ocorridos durante o período ditatorial no Brasil".
É sobrinha do jornalista Luiz Eduardo Merlino, morto durante a ditadura militar. Ela esteve à frente da denúncia contra Carlos Alberto Brilhante Ustra, condenado em 2012 pela morte de Luiz Eduardo Merlino.

## Livros
- Infância Roubada: crianças atingidas pela Ditadura Militar no Brasil (2014), organizadora[6]
- A Invasão Corinthiana (2011), com Igor Ojeda[16]
- Luta, Substantivo Feminino: mulheres torturadas, desaparecidas e mortas na resistência à ditadura (2010), com Igor Ojeda[17]

## Prêmios
- Prêmio Vladimir Herzorg, 2012, categoria Revista, por "Porque a Justiça não pune os ricos", Caros Amigos.[18]
- Prêmio Vladimir Herzorg, 2010, categoria Revista, por "Grupos de extermínio matam com a certeza da impunidade", Caros Amigos.[19]
- Prêmio Vladimir Herzorg, 2009, categoria Web, por "Uma missa para um torturador", Caros Amigos, com Lucia de Fátima Rodrigues Gonçalves.[20]